# Pyrenula subcongruens
Pyrenula subcongruens är en lavart som beskrevs av Müll. Arg. Pyrenula subcongruens ingår i släktet Pyrenula och familjen Pyrenulaceae.   Inga underarter finns listade i Catalogue of Life.